# Pavel Petrovich Melnikov

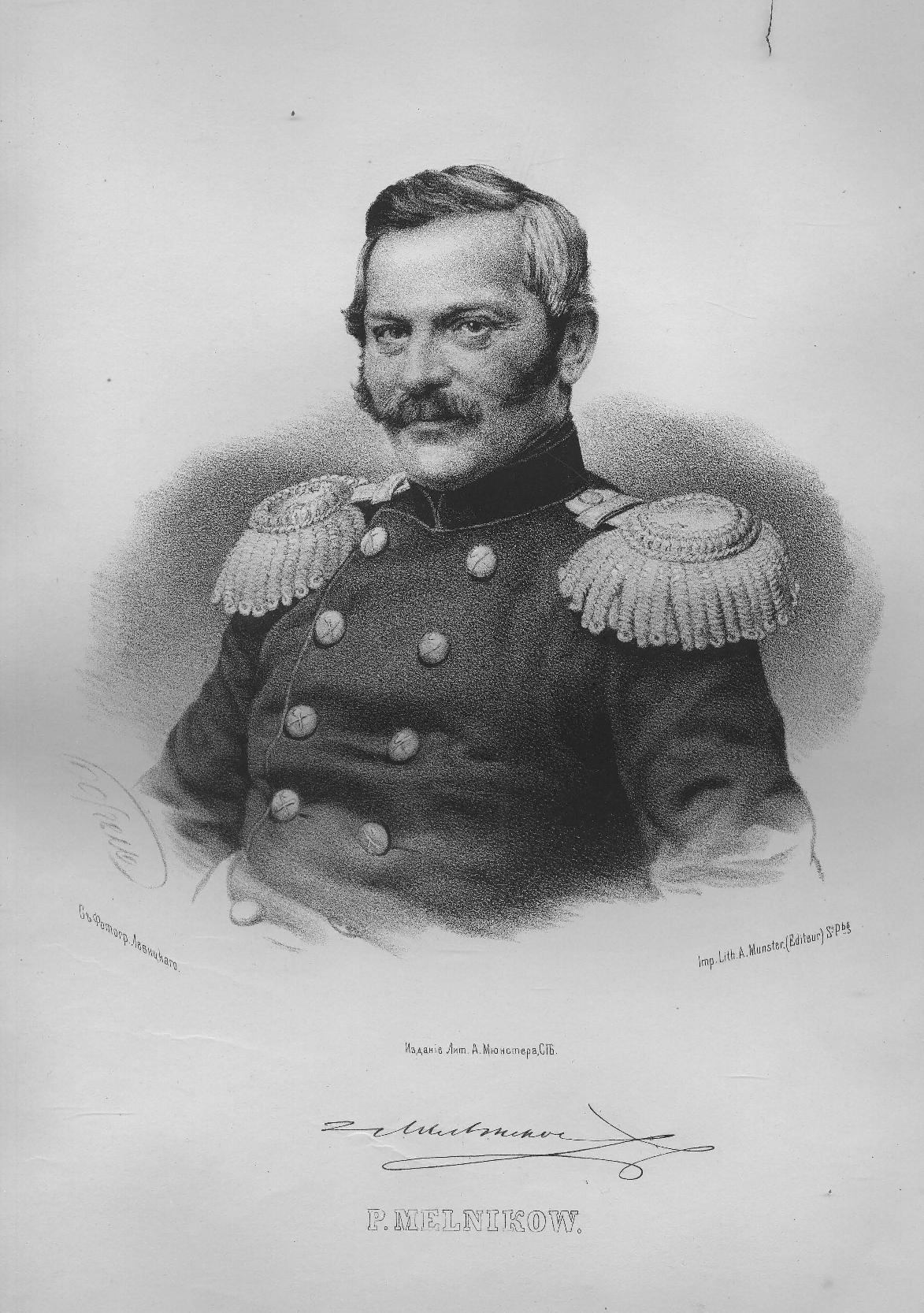
Pavel Petrovich Melnikov, 1865

Pavel Petrovich Melnikov (em russo: Павел Петрович Мельников, 3 de agosto de 1804 - 22 de julho de 1880) foi um engenheiro da Rússia.
Foi responsável por grande parte das construções de ferrovias no país.